# 법원읍
법원읍(法院邑)은 대한민국 경기도 파주시에 있는 읍이다. 법원읍 사거리를 중심으로 시가지가 형성되어 있으며, 북쪽으로 적성면(積城面), 동쪽으로 양주시 광적면(廣積面), 남쪽으로 광탄면(廣灘面), 서쪽으로 문산읍·파평면(坡平面)에 접한다.

## 역사
이 지역의 전신인 천현면은 갈곡리와 삼성대 골짜기에서 내려오는 샘물이 법원리와 대능리 벌판 자갈과 모래로 덮여 있는 지하 1km 정도로 물줄기가 흘러 가야리 황새말 앞으로 터져 흘러내리자 샘물을 덮어 흐르는 고개(泉峴; 샘재)라 하였던 데서 지명이 유래되었다. 법원읍이라는 이름은 읍내 법정리인 법원리에서 따온 것인데, 본래 법정리는 법의리(法儀里)와 원기리(院基里)에서 한 자씩 따와서 이름한 것으로 사법권을 행사하는 법원(法院)과는 한자만 같을 뿐 상관관계가 없다.
이이의 장지도 이 지역에 있다.

## 연혁
- 삼국시대 술이홀현(述爾忽懸)에 속했다.
- 조선 말기 천현면(泉峴面)이라 하였다.
- 1895년 천현내패와 천현외패 2면으로 갈랐다.
- 1914년 4월 1일 천현내패면과 외패면, 파평면의 지천리 일부를 병합하여 천현면이 되었다.
- 1989년 4월 1일 군 조례 제1280호에 의해 법원읍으로 명칭 변경과 함께 승격하였다.

## 행정 구역
| 법정리 | 한자명 | 행정리                                               | 비고                   |
| ------ | ------ | ---------------------------------------------------- | ---------------------- |
| 가야리 | 加野里 | 가야1리, 가야2리, 가야3리, 가야4리                   |                        |
| 갈곡리 | 葛谷里 | 갈곡리                                               |                        |
| 금곡리 | 金谷里 | 금곡1리, 금곡2리                                     |                        |
| 대능리 | 大陵里 | 대능1리, 대능2리, 대능3리, 대능4리, 대능5리, 대능6리 |                        |
| 동문리 | 東文里 | 동문1리, 동문2리                                     |                        |
| 법원리 | 法院里 | 법원1리, 법원2리, 법원3리, 법원4리, 법원5리, 법원6리 | 읍 행정복지센터 소재지 |
| 삼방리 | 三防里 | 삼방1리, 삼방2리                                     |                        |
| 오현리 | 梧峴里 | 오현1리, 오현2리                                     |                        |
| 웅담리 | 熊潭里 | 웅담1리, 웅담2리, 웅담3리                            |                        |
| 직천리 | 直川里 | 직천1리, 직천2리                                     |                        |

- 가야리 : 조선시대 천현외패면 지역이었다. 1914년 가좌동(加佐洞)과 양야리(陽野里)에서 한자씩 따 가야리가 되었다.
- 갈곡리 : 조선시대 천현외패면 지역이었다. 이 지역은 노고산 내령으로 자운산을 거쳐 삼봉산에 이르러 수레너미 고개 좌우편 산야에 칡덩쿨로 뒤덮여 있어 이름 한 곳이며, 갈번동과 은곡동의 '곡'자를 따 갈곡리라 하였다.
- 금곡리 : 조선시대 천현내패면 금곡리 지역이었다. 파평산하 여러 곳에서 금맥이 출토된다고 하여 금곡(金谷; 쇳골)이라 하였다.
- 대능리 : 조선시대 천현외패면 지역이었다. 1914년 오릉리(五陵里; 오능리)에 양야리, 대위리(大位里)의 각 일부 지역을 편입하여 대능리라 하였다.
- 동문리 : 조선시대 천현외패면 지역이었다. 1914년 동막리(東幕里)와 문평리(文平里)에 가좌동 일부와 파평면의 지천리 일부 지역을 편입하여 동막의 '동'자와 문평의 '문'자를 따 동문리라 하였다. 두문리(斗文里)라고 쓰이기도 했다.
- 법원리 : 조선시대 천현외패면 지역이었다. 1914년 법의리 전부와 대위리, 원기리의 각 일부, 천현 내패면의 오리동 일부 지역을 병합하여 법의리(法儀里)와 원기리(院基里)에서 한자씩 따 법원리라 하였다.
- 삼방리 : 조선시대 천현외패면 지역이었다. 1914년 둔방리(屯防里) 전부와 삼현리(三峴里) 일부를 병합하여 한자씩 이름 따 삼방리라 하였다.
- 오현리 : 조선시대 천현내패면 지역이었다. 1914년 오리동과 부작동의 각 일부 지역인 황발리·샘골·동두라지·차현동 등을 병합하여 오리의 '오'자와 차현의 '현'자를 따 오현리라 하였다.
- 웅담리 : 조선시대 천현내패면 지역이었다. 이 지역 낙화암 아래 연못에서 옛날 윤관 장군의 애첩인 웅녀(熊女)가 장군이 서거하자 자신도 연못에 떨어져 순절하였다 하여 곰소 또는 곰시로 이름 지어졌다. 1914년 북암동·노파동·버들메·수작골 등을 병합하여 웅담리라 하였다.
- 직천리 : 조선시대 천현내패면 지역이었다. 이 지역 오현리 수레너미 고개에서 내려가는 산골짜기 냇물이 곧바로 이곳을 통과하여 늘노천으로 흐르는 냇물이라 하여 이름 지어졌다. 1914년 설원동·한터·먼내·벌말·삼박골·상산굴·부작동 지역을 직천리라 하였다.

## 교육기관
- 고등학교

|  | - 율곡고등학교 |

- 중학교

|  | - 율곡중학교 - 법원여자중학교 |

- 초등학교

|  | - 웅담초등학교 - 법원초등학교(폐교) - 천현초등학교 |

## 지리
대체로 낮은 산지로 이루어져 있어 평야를 찾아보기 어렵고 대부분이 밭농사 지역이다. 노고산·자운산·금병산·파평산 등으로 둘러싸여 있다.

## 참고 문헌
- 《파주의 역사와 문화》(파주문화원, 2005년 12월)
- 《파주지명유래와 전설》(파주문화원, 1997년 12월)